# 孤独な天使たち
『孤独な天使たち』（こどくなてんしたち、Io e te）は、ニコロ・アンマニーティの小説『孤独な天使たち』を原作とした青春映画。
2012年5月22日に第65回カンヌ国際映画祭で上映。イタリアでは同年10月26日、日本では2013年4月20日にブロードメディア・スタジオ配給により公開。
『ドリーマーズ』以来約9年ぶりに、ベルナルド・ベルトルッチが監督を務めた作品であり、同時に遺作となった。

## キャスト
- ロレンツォ - ジャコポ・オルモ・アンティノーリ
- オリヴィア - テア・ファルコ
- アリアンナ - ソニア・ベルガマスコ
- 祖母 - ヴェロニカ・ラザール
- フェルディナンド - トマーゾ・ラーニョ
- 精神科医 - ピッポ・デルボーノ

## スタッフ
- 監督：ベルナルド・ベルトルッチ
- 脚本：ベルナルド・ベルトルッチ、ニコロ・アンマニーティ、ウンベルト・コンタレッロ、フランチェスカ・マルチャーノ
- 原作：ニコロ・アンマニーティ
- 撮影：ファビオ・チャンケッティ
- 美術：ジャン・ラバッセ
- 音楽：フランコ・ピエルサンティ
- 編集：ヤコポ・クアドリ
- 衣裳デザイン：メトカ・コジャック